# Los tres alegres compadres
Los tres alegres compadres es una película de comedia musical y drama mexicana de 1952, escrita y dirigida por Julián Soler y protagonizada por Jorge Negrete, Pedro Armendáriz, Andrés Soler, Rebeca Iturbide y Rosa de Castilla. Esta película cuenta con el debut cinematográfico de la actriz y cantante Rosa de Castilla. Ésta fue la última parte en que Negrete y Armendáriz protagonizan juntos. Es una autoparodia de la película del mismo año, Las tres alegres comadres, protagonizada por el trío actoral femenino de Amalia Aguilar, Lilia del Valle y Lilia Prado, cuyo argumento y secuencia son diferentes.

## Sinopsis
Después de realizar un robo en los Estados Unidos, Diana cruza la frontera hacia México y llega a Magdalena, Jalisco. En el mismo tiempo, Juan, Pancho y Baldomero, quienes se hacen llamar “Los Tres Alegres Compadres” llegan a la ciudad para engañar al pueblo, jugando a las cartas, fingiendo no conocerse. Diana quien es una mujer muy hermosa y muy diferente a las demás, despierta en Juan, Pancho y Baldomero un sentimiento que hasta el día de hoy para ellos era desconocido... el amor.

## Reparto
- Jorge Negrete como Pancho Mireles
- Pedro Armendáriz como Baldomero Mireles
- Andrés Soler como Juan Mireles
- Rebeca Iturbide como Diana
- Rosa de Castilla como Lolita
- Wolf Ruvinskis como Freddy
- Ernesto Finance
- Lucrecia Muñoz como Chica dispara rifle
- Tito Novaro como Apostador en cantina
- Armando Velasco como Detective de policía
- Georgina González
- Manuel Trejo Morales
- Mario Yáñez
- Nemesio de la Torre
- Rogelio Fernández
- Agustín Fernández
- Carlos Ancira como Detective de policía
- Pancho Córdova
- Juan García
- Emilio Garibay como Jugador de cartas
- José Muñoz como Jugador de cartas
- Pepe Nava como Puestero
- Roberto G. Rivera como Cantante
- Joaquín Roche como Empleado de tren
- Cuco Sánchez como Cantante en cantina
- Hernán Vera como Cantinero

## Adaptaciones
La película tuvo una nueva versión como Entre compadres te veas (1989) protagonizada por Vicente Fernández y Eulalio González "Piporro".